# اچ‌ام‌اس رسریو (۱۸۶۰)
اچ‌ام‌اس رسریو (۱۸۶۰) (به انگلیسی: HMS Rosario (1860)) یک کشتی بود که طول آن ۱۶۰ فوت ۱۰ اینچ (۴۹٫۰۲ متر) بود. این کشتی در سال ۱۸۶۰ ساخته شد.